# Timurtaix
|  | Per a altres significats, vegeu «Timurtash». |

Hussam-ad-Din Timurtaix (vers 1105-1152) fou emir ortúkida de Mardin i regent d'Alep, fill d'Ilghazi I i el seu successor a Mardin.
Les fonts principals del seu regnat són la crònica de Ibn al-Azrak (favorable a Timurtaix) i la Història dels Atabegs de Mossul de Ibn al-Athir (un cant a Imad-ad-Din Zengi I). Notícies disperses es troben a Miquel el Sirià, Ibn al-Furat, al-Adhimí, i Ibn al-Adim.
La seva primera tasca, encara molt jove, fou el 1111/1112 quan fou enviat com a ambaixador al sultà seljúcida Mahmud per intercedir per la sort de Dubays ibn Sàdaqa. Després va acompanyar al seu pare a Alep el 1118 i va quedar temporalment a la ciutat com a governador mentre el seu pare anava a Mardin a buscar reforços.
A la mort del seu pare (1122) en viatge cap a Mayyafarikin, Timurtaix tenia el govern de Mardin i no va tenir cap problema per ser reconegut mentre el seu germà Xams-ad-Dawla Sulayman recollia la successió a Mayyafarikin. A la mort en campanya (en el setge de Manbidj) del seu cosí Nur al-Dawla Balak de Khartpert, que governava Alep, Timurtaix, que l'acompanyava, va retornar de Manbidj a Alep i va assolir també el govern d'aquest principat (maig de 1124) que aviat acabarà perdent (1125).
Timurtaix era jove encara. Al seu govern a Alep va cometre errors greus; va alliberar a Balduí II de Jerusalem (que Balak havia fet presoner) confiant en què mantindria la seva paraula de no fer la guerra, cosa que naturalment el rei croat no va fer. Després fou derrotat als afores d'Alep per les forces lleials al seljúcida local Sultan Shah, i a l'emir Dubays ibn Sàdaqa, aliats ara als croats (tot i que Balduí havia promès que no s'hi aliaria). Timurtaix, amb molt pocs suports (fins i tot el seu cosí Badr al-Dawla Sulayman que havia estat governador d'Alep del 1122 al 1123 i que se sentia humiliat per haver estat apartat del càrrec per Balak, no li feia costat) va fugir a Mardin (agost) mentre a Alep assolia el poder el cadi local Abu l-Hasan Muhammad ben al-Kashshab nominalment en nom de Timurtaix.
Aquest va demanar ajut al seu germà Sulayman de Mayyafarikin (setembre) però els dos germans no es van entendre i Alep va quedar abandonada a la seva sort. Sulayman va morir a Mayyafarikin (a finals del 1124 o a finals del 1130 segons les fonts) i Timurtaix fou reconegut en aquesta ciutat.
El 1125 el cadi d'Alep va enviar una ambaixada demanant el retorn de Timurtaix, però aquest va empresonar als ambaixadors; aquests es van escapar i llavors l'ambaixada es va dirigir a Ak Sunkur al-Bursuki, atabeg de Mossul, al qual es va oferir el govern, del que va prendre possessió aviat i la va governar un temps fins que fou assassinat pels ismaïlites d'Alamut el 1127. El va succeir el seu fill Masud però el 1128/1129 va caure en mans de l'atabeg de Mossul Imad-ad-Din Zengi (o Zangi). Aquest havia estat nomenat atabeg de Mossul el 1126 i el mateix any ja havia posat setge a Nisibin que pertanyia a Timurtaix, el qual va demanar ajut al seu cosí Daud o Dawud (Rukn-ad-Dawla Daud) de Khartpert i Hisn Kayfa (que governava des de 1108/1109), amb el qual tenia una relació no gaire cordial per diversos motius. Timurtaix va haver de prometre la ciutat a Daud. Zengi va interceptar un colom missatger enviat per Timurtaix al governador de Nisibin, i va substituir el missatge aconseguint que la guarnició es rendís a les seves forces. Aquest èxit de Zengi, seguit el 1128/1129 de la conquesta d'Alep, van obligar els emirs ortúkides a aliar-se entre ells i amb altres emirs turcmans.
El 1130 es va signar una aliança amb Ilaldi el governant d'Amida i amb altres caps turcmans dirigida contra Zengi; però l'exèrcit combinat fou derrotat per Zengi a Sarja, i l'atabeg va ocupar Dara i Sarja. L'aliança amb Timurtaix va arribar al seu final i cadascun va tornar a ocupar-se dels seus afers interns.
No és clar si fou Timurtaix qui es va acostar a Zengi o fou aquest el que va fer el primer pas i va demanar una aliança; els passos següents foren sol·licitats per Timurtaix però potser després del primer pas de Zengi, i en tot cas era aquest el que controlava les decisions i Timurtaix era pràcticament el seu vassall (al-Adhimí l'assenyala concretament com a vassall).
El 1134 Timurtaix i Zengi es van enfrontar a Daud als afores d'Amida i Daud fou derrotat; Zengi va ocupar la fortalesa d'al-Sur que va entregar a Timurtaix junt amb altres llocs menors. Una vegada Zengi va sortir del Diyar Bakr, Daud, enfadat pels territoris perduts i entregats a Timurtaix, va iniciar una campanya contra el seu cosí; aquest estava tan espantat que fins i tot va arribar a enderrocar el rabad i altres suburbis de Mayyafarikin perquè pensava que no podria sostenir aquestes parts contra les depredacions del seu rival. Zengi havia aconseguit enfrontar als dos cosins l'un contra l'altra i podia estar tranquil per aquesta banda.
Després del 1136 Timurtaix es va distanciar de Zengi. El 1136/1137 va conquerir Hattakh, la darrera fortalesa marwànida al Diyarbakir; després alguns membres de la família marwànida apareixen al servei de Timurtaix. El 1138/1139 el governador zengita de Nisibin, Abu-Bakr, amenaçat per Zengi per algun afer, va fugir al principat de Timurtaix i li va demanar asil. Zengi va exigir l'entrega del fugitiu i Timurtaix va refusar. Llavors l'atabeg va anar a Mardin i Timurtaix només se'n va sortir cedint-li Dara i donant-li la seva filla en matrimoni, però segons Ibn al-Azraq va evitar l'entrega d'Abu Bakr.
El 1141/1142 va arribar a un acord amb Rukn al-Dawla Daud d'Hisn Kayfa i Khartpert; Zengi va demanar a Timurtaix que li envies al seu oficial en cap Habashi, petició de motius desconeguts, però que va acabar amb l'assassinat d'Habashi al campament de Zengi. Sembla que l'emir de Mardin buscava una aliança amb Daud i amb el comte d'Edessa a la que s'oposava Zengi. Es coneixen altres motius de conflicte, per exemple el que explica Ibn al-Athir: un nombrós grup de pagesos van marxar de Mossul per establir-se a Mardin; Zengi va demanar la seva tornada però Timurtaix s'hi va negar i va dir que ell només els cobrava una desena part de la collita i que si Zengi hagués fet el mateix no haurien marxat. Zengi protestava perquè deia que si l'emir només cobrés una centena part encara hi anirien més, però que si podia viure luxosament a Mardin era mercès al fet que ell mateix havia evitat la conquesta de la ciutat pels croats; finalment Timurtaix va fer retornar als pagesos.
El 1144 va morir el seu cosí Rukn al-Dawla Daud, i Zengi es va apoderar (1144-1145) de quasi tots els seus territoris separant Hisn Kayfa de Khartpert. L'intent d'aliança de Kara Arslan, fill i successor de Daud, amb Timurtaix i el comte d'Edessa es va acabar amb la conquesta de la capital del comtat per Zengi. Tot això va enfrontar a Timurtaix i Zengi. El 1145/1146 Zengi va atacar Mayyafarikin però es va retirar, ja que segurament no era més que una demostració de força. L'assassinat de Zengi a Kalat Djabar el 1146 va resoldre l'afer.
Immediatament de conèixer la mort de l'atabeg, Timurtaix va sortir amb els seus turcmans i va ocupar alguns territoris com Hani i Siwan abans que el successor de Zengi a Mossul, el seu fill Saif al-Din Ghazi, pogués establir el seu poder. Timurtaix va ocupar Isird el 1146 i la va entregar (1147) a Kara Arslan el que se interpreta com un reconeixement de la sobirania del segon pel primer que li concedia un feu. Els dos parents es repartien de fet el Diyar Bakr.
El 1148/1149 Timurtaix va patir una seriosa derrota davant de Saif al-Din Ghazi de Mossul que va arribar fins a Mardin amb la intenció de recuperar tots els territoris del seu pare; abans d'aconseguir res decisiu va morir (1149) a Mossul. Poc després l'emir d'Amida reconeixia la sobirania de l'emir de Mardin (1149) i vers el 1150 aquest conqueria Sumaysat quan el comte d'Edessa (que ja no tenia seu a Edessa) fou fet presoner per Nur al-Din Mahmud, successor de Zengi a Alep. Poc abans de morir Timurtaix va rebre del Califa (1152) vestits i diplomes acreditant el reconeixement califal de les seves possessions.
El suposat atac de Timurtaix i els seus turcmans a Jerusalem per recuperar el que havia estat del seu avi Ortuk, derivada d'una informació de Guillem de Tir i no confirmada per cap més font, és considerada actualment una llegenda més que un fet real. L'atacant és esmentat com Hiaroquin i la identificació d'aquest nom amb Timurtaix o Husam al-Din, incerta, deriva de Wilken.
Va morir el 1153/1154 i el va succeir el seu fill Nadj al-Din Alpi I.